# Solomon Konstantinowitsch Apt
Solomon Konstantinowitsch Apt (russisch Соломон Константинович Апт; * 9. September 1921 im heute ukrainischen Charkow; † 7. Mai 2010 in Moskau, Russland) war einer der bedeutendsten russischen Übersetzer klassischer deutscher Literatur des 20. Jahrhunderts. Sein Hauptwerk ist die Übersetzung der Roman-Tetralogie Joseph und seine Brüder von Thomas Mann.
Er hat neben Thomas Mann viele Werke von Bertolt Brecht, Hermann Hesse, Franz Kafka und Robert Musil ins Russische übersetzt – aber auch Elias Canetti, Friedrich Dürrenmatt, Max Frisch, Günter Grass, Adalbert Stifter und die Märchen von Wilhelm Hauff.

## Leben
Apt stammte aus einer jüdischen Familie. Er besuchte in Charkow vier Jahre lang eine deutsche Schule, deren Lehrer Wolgadeutsche waren. Als man die Schule auflöste, erhielt er Privatunterricht bei einem deutschsprachigen Lehrer. Noch in seiner Grundschulzeit trat 1929 in der Sowjetunion der erste Fünfjahresplan in Kraft, mit dem aufkommenden Stalinismus wurde die Textilfabrik seines Vaters konfisziert und dieser verhaftet.
Als der Vater nach drei Monaten freikam, schickten ihn die politischen Behörden in die Besserungs-Kolonie für jugendliche Obdachlose und Kriminelle F. E. Dserschinski bei Charkow, wo er eine Produktionsstätte aufbauen musste, in der bis heute die bekannten Fotoapparate der Marke FED hergestellt werden. Leiter dieser Kolonie war der Pädagoge Anton Makarenko, den der Schriftsteller Maxim Gorki weltberühmt machte.
Zu Beginn des Zweiten Weltkriegs wurde die Kolonie nach Sibirien umgesiedelt. In Tomsk wurde Apts Vater stellvertretender Kolonie-Leiter für die Produktion und direkt dem Innenministerium unterstellt. Wohl aus diesem Grunde, und weil sein Sohn schwache Augen hatte, wurde Solomon Apt vom Militärdienst befreit und arbeitet stattdessen in einem Labor für Spektralanalyse.
Als die Moskauer Lomonossow-Universität (MGU) 1944 eine Abteilung für Altphilologie neu einrichtete und dringend Studenten suchte, schrieb sich Solomon Apt dort für Latein und Griechisch ein. Er promovierte über den altrömischen Poeten Juvenal und erhielt Stellenangebote von der MGU und der heutigen Linguistischen Universität.
Wegen seiner jüdischen Herkunft hatte er keine Chance, als Altphilologe in Moskau eine wissenschaftliche Karriere zu machen. Zwanzig Bewerbungsschreiben von Minsk über den Nordkaukasus bis Wladiwostok blieben ebenfalls erfolglos. Stattdessen übersetzte Solomon Apt für den Direktor des Botanischen Gartens in Moskau Charles Darwin aus dem Englischen. Sein Name blieb in der russischen Übersetzung zwar unerwähnt, aber im Vorwort der Ausgabe dankte ihm der Professor persönlich.
Zwei Jahre schlug er sich mit Gelegenheits-Übersetzungen durchs Leben, bis er endlich in der Pädagogischen Hochschule der Kleinstadt Orechowo-Sujewo bei Moskau eine Anstellung als Lateinlehrer erhielt. Im Institut arbeiten eine ganze Reihe von bekannten jüdischen Gelehrten, die für Moskau keine Zuzugsgenehmigung bekamen. Fünf Jahre unterrichtete Solomon Apt Latein, bis er 1956 wieder nach Moskau zurückkehren durfte, weil ihm Freunde den Auftrag für eine Aristophanes-Übersetzung verschafft hatten. Damit war der Grundstein für den Beruf des Übersetzers gelegt.
Solomon Apt war verheiratet mit der Literaturkritikerin und Verlagslektorin Jekaterina Starikowa, die er 1944 als Student in Moskau kennengelernt hat.

## Werk
Das Hauptwerk von Solomon Apt ist die Übersetzung der Roman-Tetralogie Joseph und seine Brüder von Thomas Mann. Sieben Jahre hatte Apt am Joseph-Roman gearbeitet, seiner schwierigsten und wichtigsten Übersetzerarbeit.
Nach Stalins Tod 1953 gab eine gewaltige Nachfrage an Büchern, weil zuvor nur zwei, drei Literaturübersetzungen im Jahr verlegt werden durften. Zusammen mit Boris Sutschkow, der direkt aus Stalins Straflagern zum Chefredakteur des GosLitIsdat („Staatsverlag für Literatur“) und später Direktor des russischen Institutes für Weltliteratur wurde, riskierte Solomon Apt eine Übersetzung des Joseph-Romans. Dagegen gab es viele Widerstände: Die Staatszensur kritisierte das Werk wegen der darin erzählten Geschichte der Juden und der vielen Bibelmotive als ideologisch riskant. Zudem stellte sich die sowjetische Führung im Sechstagekrieg im Nahen Osten klar auf die arabische Seite. Das Erscheinen des Joseph-Romans hing lange am seidenen Faden. Doch als 1968 die erste Auflage erschien, waren die 50.000 Exemplare in drei Tagen ausverkauft und wurden auf dem Schwarzmarkt teuer gehandelt, ebenso spätere Auflagen.
Ein Teilnachlass von Solomon Apt, darunter vorrangig deutsch- und russischsprachige Korrespondenz und Notizen, werden im Archiv der Forschungsstelle Osteuropa an der Universität Bremen aufbewahrt. Weitere Archivmaterialien von Solomon Apt befinden sich im Archiv von Memorial in Moskau.

## Auszeichnungen
- 1986: Österreichischer Staatspreis für literarische Übersetzung für seine Übertragung von Robert Musils Der Mann ohne Eigenschaften ins Russische
- 1989: Ehrendoktorwürde der Universität Köln
- 1992: Calwer Hermann-Hesse-Preis für seine Übersetzungen der Werke Hermann Hesses ins Russische
- 1994: Mitglied Deutsche Akademie für Sprache und Dichtung in Darmstadt
- 2000: Schukowski-Preis des Verbandes der Deutschen Wirtschaft in Russland und der Zeitschrift Inostrannaja Literatura für die beste Übersetzung eines literarischen oder geisteswissenschaftlichen Werkes vom Deutschen ins Russische
- 2001: Österreichisches Ehrenkreuz für Wissenschaft und Kunst I. Klasse
- 2006: Aleksandr-Men-Preis der Akademie der Diözese Rottenburg-Stuttgart und der Allrussischen Bibliothek für Ausländische Literatur in Moskau für die interkulturelle Vermittlung zwischen Russland und Westeuropa

## Zitate
„Jede Arbeit unterscheidet sich von der anderen durch die Einmaligkeit des Textes, die Einmaligkeit der Person des Autors, durch die Einmaligkeit der Zeit und der Umgebung eines Werkes. Es entstehen Aufgaben, die man jedes Mal neu und auf eigene Verantwortung hin lösen muss. Theorie hilft da nicht weiter. Die Übersetzung ist eine Art Kunst.“ – Solomon Apt zur Aufgabe des Übersetzers.
„Es gibt den Text und eine Fülle von Eindrücken. Der Autor hat alles getan, es hat deshalb keinen Sinn, mit ihm zu diskutieren, wie sein Werk auf Russisch klingt. Er weiss das nicht. Das ist Sache des Übersetzers.“ – Solomon Apt zur Aufgabe des Autors bei der Übersetzung.

## Film
- Spurwechsel. Ein Film vom Übersetzen. Встречное движение. 2003. Zweisprachiger Film von Gabriele Leupold, Eveline Passet, Olga Radetzkaja,[1] Anna Shibarova, Andreas Tretner; russische Untertitel von Studierenden des Instituts für Slawistik der LMU München angefertigt, im Übersetzerseminar von Shibarova. Weitere Mitwirkende sind Sergej Romaško, Swetlana Geier, Michail Rudnizkij, Marina Koreneva, Dorothea Trottenberg, Ilma Rakusa, Tat’jana Baskakova, Solomon Apt, Thomas Reschke. Film, Dauer 1 h 34 m